# A Very English Scandal
A Very English Scandal ou Un scandale très britannique au Québec, est une mini-série basée sur le roman de non fiction du même titre de John Preston,,. Elle raconte l'affaire Thorpe.
En 2021, une deuxième saison est prévue, mettant en vedette Claire Foy et Paul Bettany. Elle est diffusée sous le titre A Very British Scandal (en).
Au Québec, elle est disponible depuis le 22 avril 2021 sur ICI TOU.TV, puis à la télévision à partir du 30 octobre 2021 sur ICI Radio-Canada Télé.

## Synopsis
Un portrait du leader du parti libéral Jeremy Thorpe, accusé de complot et incitation au meurtre sur la personne de Norman Scott, un jeune homme avec qui il a eu une liaison dans les années 1960, liaison qu'il désire garder secrète pour ne pas voir son image ternie. 

## Distribution
- Hugh Grant (VF : Thibault de Montalembert) : Jeremy Thorpe
- Ben Whishaw (VF : Yoann Sover) : Norman Scott (en)
- Alex Jennings (VF : Bernard Gabay) : Peter Bessell (en)
- Patricia Hodge (VF : Frédérique Cantrel) : Ursula Thorpe
- Naomi Battrick (en) (VF : Pamela Ravassard) : Diana Stainton
- Monica Dolan (VF : Marianne Basler) : Marion Thorpe
- Paul Hilton (en) (VF : Lionel Tua) : David Holmes
- Alice Orr-Ewing (VF : Myrtille Bakouche) : Caroline Allpass
- Jonathan Hyde (VF : Jean-Louis Faure) : David Napley (en)
- Eve Myles (VF : Magali Rosenzweig) : Gwen Parry-Jones
- David Bamber (VF : Philippe Peythieu) : Arthur Gore
- Jason Watkins (VF : Jean-Pol Brissart) : Emlyn Hooson
- Blake Harrison (en) (VF : Cédric Dumond) : Andrew Newton
- Michelle Fox (VF : Camille Donda) : Lyn
- Adrian Scarborough (VF : Jean-Philippe Puymartin) : George Carman (en)
- Michele Dotrice (en) (VF : Cathy Cerdà) : Edna Friendship
- Michael Culkin (VF : Régis Ivanov) : Reggie Maudling
- Susan Wooldridge (VF : Marie-Madeleine Burguet-Le Doze) : Fiona Gore (en)
- Anthony O'Donnell (en) (VF : Jean-Claude Donda) : Leo Abse
- Dyfan Dwyfor (en) (VF : François Créton) : George Deakin

 Source et légende : version française (VF) sur RS Doublage et Doublage Séries Database

## Épisodes
1. Une réputation impeccable
2. Un passé encombrant
3. Un scandale très britannique

## Distinctions
- Golden Globes 2019 : Meilleur acteur dans un second rôle dans une série, une mini-série ou un téléfilm pour Ben Whishaw
- Emmy Awards 2019 : Meilleur acteur dans un second rôle pour Ben Whishaw